# 迈克尔·卡里克
米高·卡域克（英語：Michael Carrick，1981年7月28日—），英格蘭已退役足球員，司職中場，曾效力英超班霸曼聯長達十二年。卡域克是一名优雅沉着的球员，擅於控制比賽節奏及長傳，失去球权后，他总是会尝试去将球抢回来或阻止对手进攻，性格雖然較為內向，卻是球隊其中一位重要的精神領袖，可以令身邊的隊友安心，專注比賽。卡域克的經驗對球隊愈來愈重要。曾經是曼聯的看守領隊。

## 簡歷

### 球會
卡里克在沃尔森德男孩俱乐部展开自己的足球生涯（希勒和比德利斯也是从这间俱乐部开始足球生涯的），之后在1998年，他加入西汉姆联著名的青年队开始职业生涯。与高爾一起，卡里克在1999年青年足总杯决赛9比0屠杀考文垂的比赛中成为明星，他在本场比赛梅开二度。
在1999/2000年赛季，卡里克被租借到斯温登，之后一个赛季，他再次被出租，这次他去到伯明翰。在2001/01赛季，他在伯明翰有上佳发挥，这令他获得这个赛季的年度最佳年轻球员提名，最终这个奖项被利物浦的杰拉德获得。
在2002/03年赛季，卡里克由于受伤大部分时间都没有上阵，结果这个赛季西汉姆联降级，与科尔、卡努特和迪福等人立刻离开俱乐部相反，卡里克选择继续留在西汉姆联，在英冠联赛的第一个赛季，卡里克帮助西汉姆联取得升级附加赛的资格，可惜最终“斧头帮”未能如愿重返英超。但是这个赛季之后，卡里克以275万英镑的身价转会加盟热刺，来到伦敦之后，卡里克再次获得征战英超联赛的机会。
在白鹿径，他利用2个赛季的时间令自己变得成熟。然而，在代表热刺上阵的64场比赛中，他仅打进2球，而且他的低进球效率也延续到加盟曼联之后，至少他在以1,400万英镑的身价（这个转会费最终可能升高到1,800万英镑）转会加盟曼联后的头几个月都未能取得进球。
得到弗格森向前压上的鼓励后，卡里克最终在2006/07年赛季取得6個进球，在2007年1月13日主场对阵阿斯顿维拉的比赛中，他打进一记精彩的半凌空抽射，这是他加盟曼联后的首個进球。他在足总杯主场对阵雷丁的比赛打进的那個进球进入了俱乐部赛季金球奖的候选名单（斯科尔斯在客场对阵维拉的比赛打进的那球获得这个奖项）。他的其他进球包括7比1屠杀罗马时的梅开二度。
卡里克在2008/09年赛季仅打进3球，但是他在各方面对球队的奉献是巨大的，他是曼联赢得英超和冠军联赛的功臣之一。在2008年，卡里克赢得了一份为期4年的新合同，他将为红魔效力至2012年。2011年3月3日卡域克與曼聯續約三年，留效直至2013/14年球季末。
2012/13球季開始，由於缺乏控球能力高的中場，令卡域克成為曼聯中場線不可或缺的人物，雖然全季只有一個進球和四次助攻，但更多時間他在控制比賽節奏和中場對抗上，皆有神勇的表現。
2013年4月19日，卡里克入選由英格蘭職業足球運動員協會主辦 2012/13年度英格蘭PFA足球先生最後六強。
2013年11月22日，曼聯宣佈與卡里克續約一年至2015年6月，另曼聯有選擇權可延長合約多一年
2015年3月21日，曼聯官方宣佈與卡域克續約一年，這位紅魔老將的新合約將在2016年6月到期。
2017年6月4日，曼聯在奧脫福球場為卡域克舉辦了紀念賽，由曼聯2008對陣卡域克明星隊。卡域克於83分鐘，接應朗尼的傳球，離門25碼，右腳抽射，中內柱入球，助曼聯2008逼和明星隊2：2，為球賽留下完美句號。
2017-2018球季，因朗尼重返愛華頓，卡域克成為曼聯隊長。而他在該球季結束後改做助教協助摩連奴，結束他的足球員生涯。

### 教練
卡域克退役後，成為曼聯教練團的一員，在2018-2019球季協助穆里尼奥執教。
2018年12月穆里尼奥被曼聯辭退，索尔斯克亚接任成為新領隊後，卡域克亦獲得留任，繼續為曼聯貢獻。
2021年11月索尔斯克亚被曼聯辭退，卡域克成為曼聯的暫任領隊，直至另一位暫代領隊蘭歷克上任後，他辭去曼聯所有職務。

### 代表隊
在代表隊方面，卡域克在2000年曾經參與21歲以下歐洲國家杯，而在2001年3月，卡域克以國腳身份首度正選上陣對墨西哥。2005年5月的美國之旅，卡域克再度入選，後來的2006年世界盃，卡域克入選代表隊，並於對厄瓜多爾的淘汰賽階段中取得正選上陣機會。綜觀他的國家隊生涯，由於面對謝拉特、哈格里夫斯及等隊友的強大競爭，故此他於代表隊的上陣次數並不多。

## 個人生活
卡域克與莉沙·露芙咸（Lisa Roughead）於2007年6月16日結婚，巧合的是，他的國家隊隊友謝拉特和内维尔不約而同也在同一天與另一半完婚。2008年4月，莉沙誕下了一名女嬰，取名路易絲（Louise）。
卡域克有一位弟弟格雷姆·卡域克（英語：Graeme Carrick，1985年4月3日出生），曾效力西汉姆联，後來因受重傷而退役。他現任英格蘭足總青年軍教練發展員。他先前在纽卡斯尔學院工作，負責訓練U10和U16青年軍。
卡域克以個人名義創立了米高·卡域克基金（Michael Carrick Foundation），為大曼徹斯特和泰恩-威爾地區的弱勢、貧困或欠缺安全玩耍環境的兒童提供支援，發展他們的運動天賦。他的夫人和弟弟也是基金會的信託人之一。

## 榮譽

### 球會
韋斯咸
- 英格蘭足總青年盃 (1): 1998/99年；

曼徹斯特聯
- 英格蘭超級聯賽 冠軍 (5): 2006/07年、2007/08年、2008/09年、2010/11年、2012/13年；
- 英格蘭足總盃 (1): 2015/16年；
- 英格蘭聯賽盃 (2): 2009/10年、2016/17年；
- 英格蘭社區盾 (5): 2007年、2008年、2010年、2011年、2013年、2016年；
- 歐洲聯賽冠軍盃 冠軍 (1): 2007/08年；
- 歐霸盃冠軍(1)：2016/17年；
- 世界冠軍球會盃 冠軍 (1): 2008年；

## 外部連結
- 足球数据库：卡域克的球员统计数据
- 曼聯官方網站：卡域克 （页面存档备份，存于）
- 英格蘭足總：卡域克 （页面存档备份，存于）
- 卡域克統計資料 （页面存档备份，存于）